# Ranunculus paishanensis
Ranunculus paishanensis är en ranunkelväxtart som beskrevs av Masao Kitagawa. Ranunculus paishanensis ingår i släktet ranunkler, och familjen ranunkelväxter. Inga underarter finns listade i Catalogue of Life.